# جون بيري (كاتب)
جون بيري (بالإنجليزية: John Perry) (و. 1943 – م) هو فيلسوف، وكاتب سيناريو، وأستاذ جامعي، من الولايات المتحدة الأمريكية، ولد في لينكون، نبراسكا، وهو عضوٌ في الأكاديمية الأمريكية للفنون والعلوم.

## التعليم
تعلم في جامعة كورنيل.

## جوائز
حصل على جوائز منها:
- جائزة إيج نوبل (2011)
- جائزة الإدارة لألكسندر فون همبولت.